# Paul Rohrbach (botaniker)
Paul Rohrbach, född  9 juni 1846 i Berlin, Tyskland, död där 6 juni 1871, var en tysk botaniker. Han avled till följd av en lungsjukdom.
Auktorsnamnet Rohrb. kan användas för Paul Rohrbach (botaniker) i samband med ett vetenskapligt namn inom botaniken; se Wikipediaartiklar som länkar till auktorsnamnet.